# Schackoina
Schackoina es un género de foraminífero planctónico de la familia Schackoinidae, de la superfamilia Planomalinoidea, del suborden Globigerinina y del orden Globigerinida. Su especie tipo es Siderolina cenomana. Su rango cronoestratigráfico abarca desde el Albiense (Cretácico inferior) hasta el Maastrichtiense (Cretácico superior).

## Descripción
Schackoina incluía especies con conchas inicialmente trocoespiraladas y finalmente planiespiraladas, de forma estrellada; sus cámaras eran inicialmente globulares, después alargadas radialmente y comprimidas axialmente, y finalmente tubuloespinadas, proyectando las tubuloespinas desde la parte media de cada cámara; generalmente presenta una tubuloespinas por cámara, pero a veces dos o tres en las últimas cámaras; sus suturas intercamerales eran ligeramente curvadas e incididas; su contorno era fuertemente lobulado y estrellado; su periferia era redondeada; su ombligo era amplio; su abertura principal era ecuatorial e interiomarginal, de arco bajo, y protegida por un pórtico; la porción interiomarginal de las aberturas de las cámaras precedentes podían permanecer como aberturas relictas en ambas áreas umbilicales, en ocasiones dejando las suturas cubiertas por pórticos relictos; presentaban pared calcítica hialina radial, finamente perforada con poros cilíndricos, con la superficie lisa o punteada, o ligeramente pustulada.

## Paleoecología
Schackoina incluía especies con un modo de vida planctónico, de distribución latitudinal cosmopolita, preferentemente tropical-subtropical, y habitantes pelágicos de aguas superficiales a profundas (medio epipelágico a batipelágico superior, en o bajo la termoclina).

## Clasificación
Schackoina incluye a las siguientes especies:
- Schackoina cenomana †
- Schackoina cepedai †
- Schackoina multispinata †

Otras especies consideradas en Schackoina son:
- Schackoina aperta †
- Schackoina bicornis †
- Schackoina cabri †, considerada como Leupoldina cabri
- Schackoina gandolfii †
- Schackoina hermi †
- Schackoina jaenneti †
- Schackoina leckiei †
- Schackoina moesiensis †
- Schackoina moliniensis †
- Schackoina pentagonalis †
- Schackoina primitiva †
- Schackoina pustulans †
- Schackoina quinquecamerata †
- Schackoina reicheli †
- Schackoina sellaeforma †
- Schackoina spinosa †
- Schackoina tappanae †

En Schackoina se han considerado los siguientes subgéneros:
- Schackoina (Eohastigerinella), aceptado como género Eohastigerinella
- Schackoina (Hastigerinoides), aceptado como género Hastigerinoides
- Schackoina (Leupoldina), aceptado como género Leupoldina